# Orquesta Nacional Burdeos Aquitania
La Orquesta Nacional Burdeos Aquitania (en francés, Orchestre National Bordeaux Aquitaine - ONBA) es una orquesta sinfónica francesa con sede en Burdeos. Su principal local de conciertos es el Palacio de los Deportes (Palais des sports).  Además de sus conciertos sinfónicos regulares, la ONBA sirve como la orquesta que acompaña a la Ópera Nacional de Burdeos y su ballet. La ONBA también participa en festivales de música francesa como La Folle Journée (Nantes) y el Festival de La Roque-d'Anthéron.  La ONBA recibe apoyo financiero del Ayuntamiento de Burdeos, el Ministerio de Cultura de Francia y el Consejo Regional de Aquitania.
La ONBA tiene sus raíces históricas en dos conjuntos instrumentales con sede en Burdeos. El primero de ellos es la Orchestre de la Société Sainte-Cécile (Orquesta de la Sociedad Santa Cecilia), establecida en 1853 por el director del Gran Teatro de Burdeos, Charles Mézeray.  La segunda organización data de 1932, la Association des Professeurs du Conservatoire (Asociación de Profesores del Conservatorio), que estableció Gaston Poulet, el director del conservatorio de la ciudad.  En 1940, los dos conjuntos fueron esencialmente fusionadas, bajo la dirección de Poulet, para formar la Société des Concerts du Conservatoire (Sociedad de Conciertos del Conservatorio).  El conjunto trabaja también con el Gran Teatro de Burdeos.
Después de la Segunda Guerra Mundial, Poulet dimitió del conservatorio de Burdeos y la orquesta. La orquesta fue rebautizada como Orchestre Philharmonique de Bordeaux ("Orquesta Filarmónica de Burdeos"), y un nuevo líder asumió tanto la orquesta como el conservatorio, Georges Carrère, quien desempeñó el cargo hasta 1963.  En 1963, Jacques Pernoo se convirtió en el director de la orquesta, y la orquesta cambió de nombre nuevamente, al de Orchestre Symphonique de Bordeaux ("Orquesta Sinfónica de Burdeos").  En 1972, la orquesta adquirió otro nombre nuevo, la Orchestre de Bordeaux Aquitaine ("Orquesta de Burdeos Aquitania").  Con las políticas de descentralización de Marcel Landowski en la música francesa, la orquesta subrayó sus actividades regionales.  Durante el liderazgo de su entonces director musical, Roberto Benzi, la orquesta logró una fuerza de 95 músicos.  Con el posterior liderazgo musical de Alain Lombard, desde 1988 hasta 1995, la orquesta recibió su actual nombre, la Orchestre National Bordeaux Aquitaine, y se extendió a su actual complemento de alrededor de 120 músicos.
El actual director musical de la ONBA es el director canadiense-trinitario Kwamé Ryan, desde la temporada 2007-2008.  Entre los principales directores invitados de la ONBA han estado Yutaka Sado, desde 1999 hasta 2004.  La ONBA ha hecho grabaciones comerciales para sellos como Naxos Records, Harmonia Mundi, y Mirare.

## Directores musicales
- Gaston Poulet (1940–1944)
- Georges Carrère ( -1963)
- Jacques Pernoo (1963–1972)
- Roberto Benzi (1972–1987)
- Alain Lombard (1988–1995)
- John Neschling (1996–1998)
- Hans Graf (1998–2004)
- Kwamé Ryan (2007–present)